# Jonesville (Virgínia)
Jonesville és una població dels Estats Units a l'estat de Virgínia. Segons el cens del 2000 tenia 995 habitants.

## Demografia
Segons el cens del 2000, Jonesville tenia 995 habitants, 497 habitatges, i 261 famílies. La densitat de població era de 349,2 habitants per km².
Dels 497 habitatges en un 22,5% hi vivien nens de menys de 18 anys, en un 38,8% hi vivien parelles casades, en un 12,3% dones solteres, i en un 47,3% no eren unitats familiars. En el 45,1% dels habitatges hi vivien persones soles el 20,5% de les quals corresponia a persones de 65 anys o més que vivien soles. El nombre mitjà de persones vivint en cada habitatge era d'1,91 i el nombre mitjà de persones que vivien en cada família era de 2,66.
Per edats la població es repartia de la següent manera: un 18,1% tenia menys de 18 anys, un 8,4% entre 18 i 24, un 24,7% entre 25 i 44, un 25,4% de 45 a 60 i un 23,3% 65 anys o més.
L'edat mediana era de 44 anys. Per cada 100 dones de 18 o més anys hi havia 85,6 homes.
La renda mediana per habitatge era de 16.548$ i la renda mediana per família de 27.368$. Els homes tenien una renda mediana de 26.950$ mentre que les dones 19.297$. La renda per capita de la població era de 18.347$. Entorn del 25,4% de les famílies i el 32,3% de la població estaven per davall del llindar de pobresa.

## Poblacions més properes
El següent diagrama mostra les poblacions més properes.